# Romskie rekwizyty wróżbiarskie w Polsce

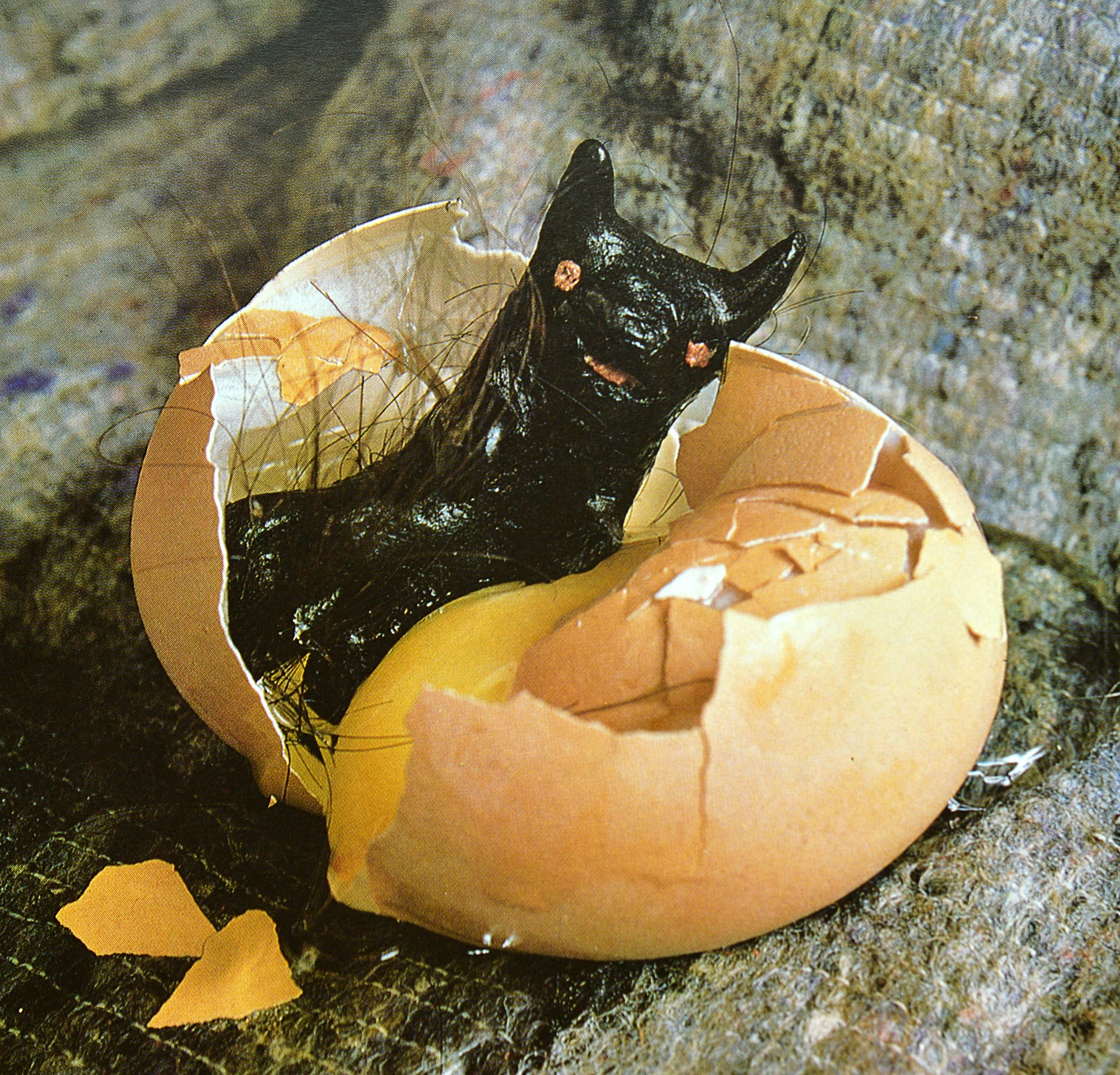
Bengoro (diabełek)

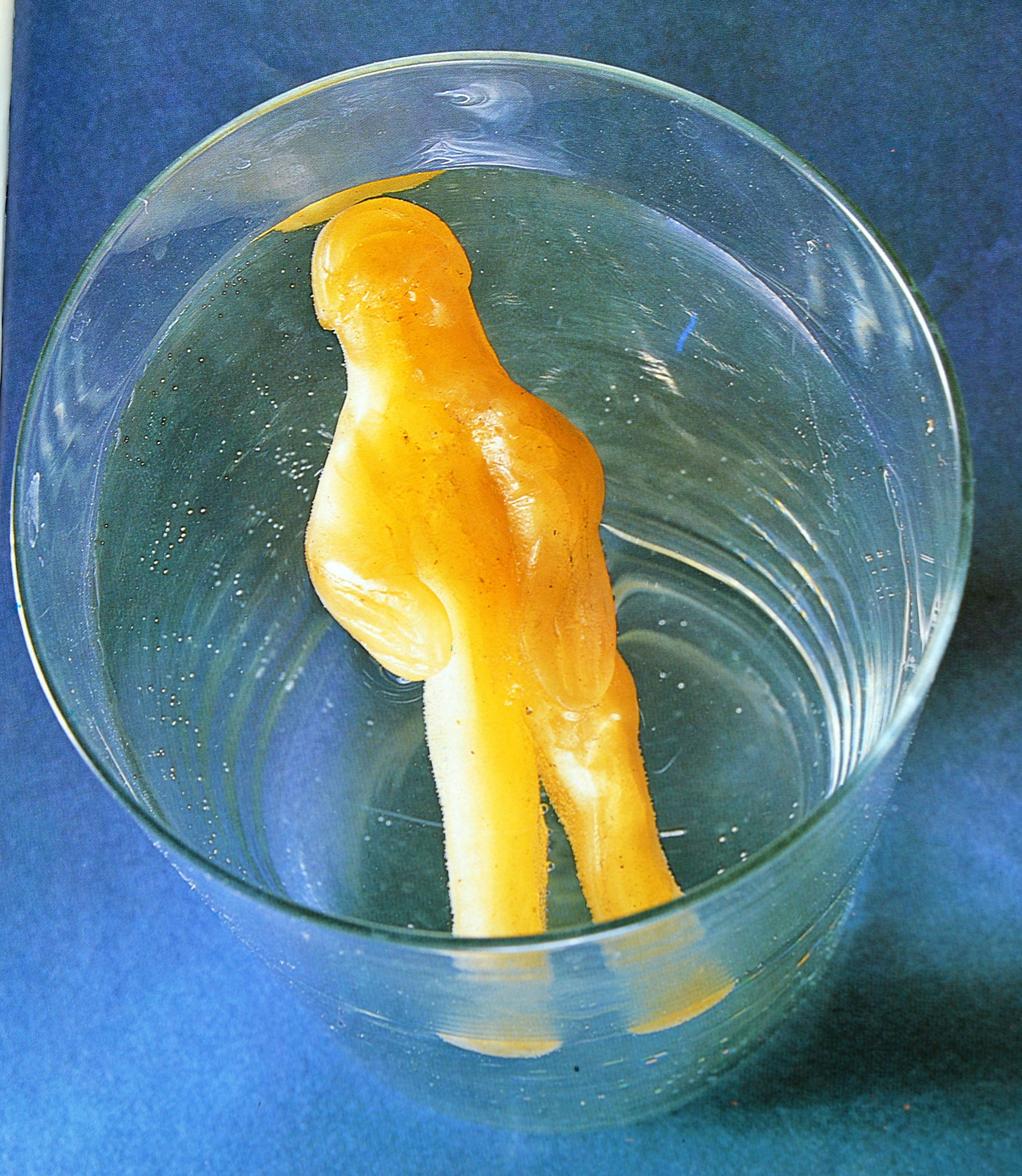
Mułoro (trupek)

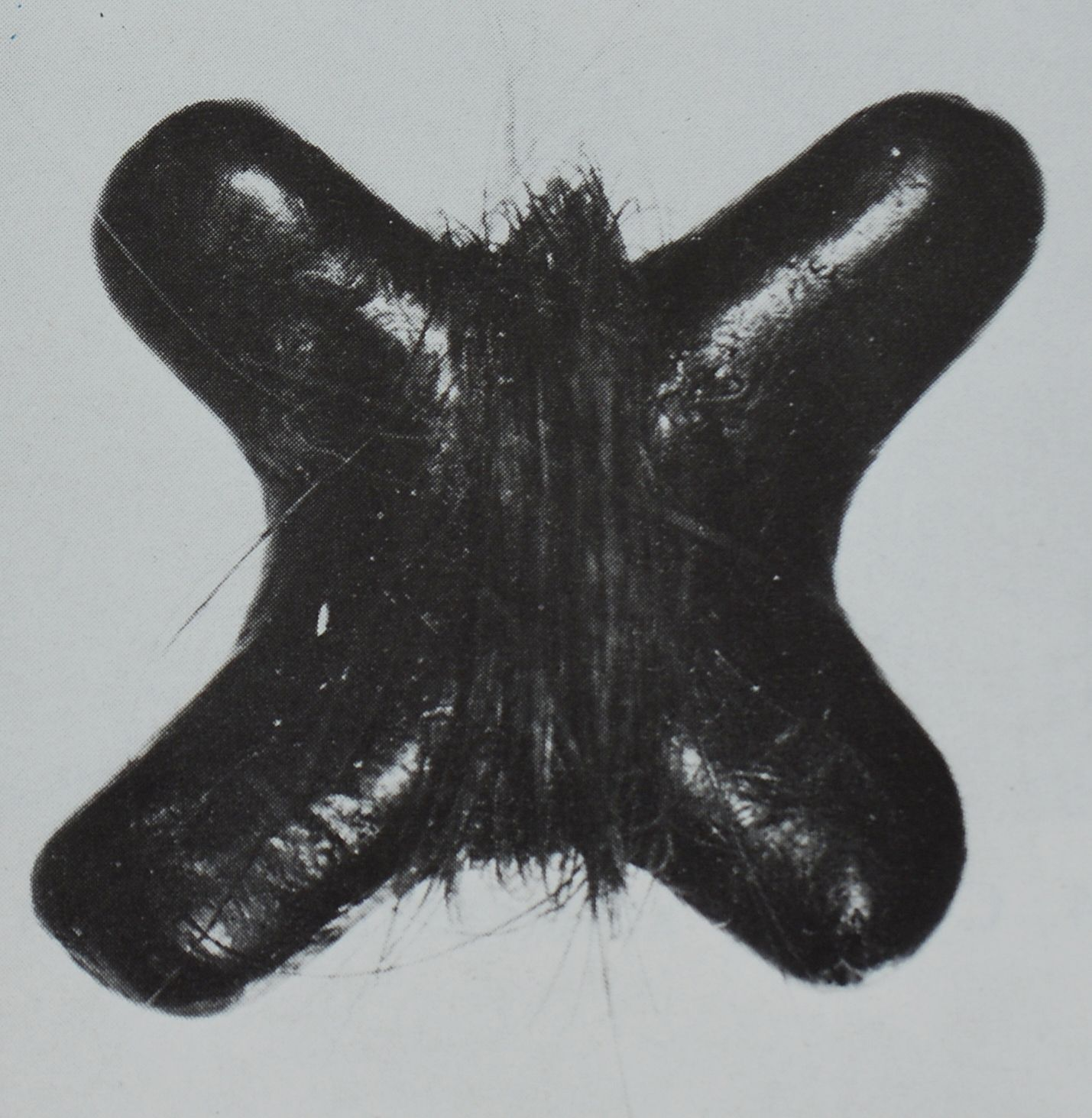
Truszuł bałenca (włochaty krzyż)

Romskie rekwizyty wróżbiarskie – grupa drobnych przedmiotów pomocnych Romkom w trakcie czynności wróżbiarskich. Proceder wróżenia z udziałem rekwizytów znany był już w Europie w XVI wieku. W XX wieku, w miarę zaniku romskiej demonologii, osłabł, ale jeszcze po II wojnie światowej notowano w Polsce przypadki wykorzystywania różnych przedmiotów do wróżb.

## Charakterystyka i znaczenie
Do rekwizytów wróżbiarskich należą głównie karty do gry oraz różnego rodzaju drobne przedmioty i figurki własnego wyrobu. Nie stanowią one wyobrażenia jakichkolwiek postaci z romskiej mitologii, ale są przeznaczone do wywołania strachu, zabobonnego lęku bądź refleksji u osoby, której wróżba jest stawiana. Sami Romowie nie wiążą z nimi żadnych wierzeń, stanowią one dla nich wyłącznie rekwizyty, które mają za zadanie ułatwić zarobkowanie i uwiarygodnić osobę wróżącą. Stanowi to o odrębności tego rodzaju przedmiotów na tle innych grup etnicznych. W przeszłości Romki, wędrując po wsiach, wyszukiwały gospodarstwa, w których mogły występować różnego rodzaju problemy, takie jak np. choroba czy niedostatek. Stawiając wróżby gospodarzom, umieszczały po kryjomu rekwizyty w stosownych do sytuacji miejscach, a następnie "odkrywały" je w trakcie wróżenia, wyjmując spod progu, z jajka, z pościeli bądź innych miejsc.

## Rekwizyty
Do najczęściej wykorzystywanych rekwizytów wróżbiarskich należą:
- diabełek (rom. bengoro[2], drab te deł, drabakireł[1]) – czarna figurka z czerwonymi oczami, rogami oraz ogonem, wykonana z wosku, węgla i włosów, która ma wróżyć zło i jest "wyciągana" z kurzych jaj[2] zawijanych w chusteczki[1],
- trupek (rom. mułoro[1][2]) – woskowe wyobrażenie trupa z wosku[2], z wyciągniętymi nogami i rękami skrzyżowanych na piersi, symbolizujące chorobę czy śmierć, wyjmowane z wody, na którą uprzednio Romka rzuciła "czar"[1],
- włochaty krzyż (rom. truszuł bełenca[2] lub bałenca[1]) – równoramienny krzyż wykonany z czerwonego wosku, oklejony włosami, uosabiającymi złe moce[2], mający prognozować śmierć, mogiłę (czarne włosy nadają mu formę odrażającą i złowróżbną)[1],
- kostka (rom. kokało[1]) – krótka kość pochodząca ze śródstopia krowy, także opleciona włosami, znajdowana w jajku, pod progiem chałupy, w korycie, żłobie czy w pościeli, symbolizująca zło[1],
- żelazo (rom. sastry) – rozcięty pierścień ze sprężystej stali z umieszczonym w rozcięciu i rozpuszczanym w wodzie cukrem i monetą wydającą brzęk (znak)[2].

Podczas procesu wróżenia wykorzystywano również fragmenty ciał zwierząt, zwłaszcza bardzo dostępnych dla Romów kur: zszywane pary kurzych oczu czy pazury.